# Eloísa Maturén
Eloísa Maturén Vallado (sinh ngày 4 tháng 2 năm 1980) là một nhà báo, nữ diễn viên, doanh nhân văn hóa và cựu vũ công người Venezuela.

## Tiểu sử
Eloísa Maturén bắt đầu học khiêu vũ ở Caracas, tại Escuela Ballet-Arte (es) và tốt nghiệp sau bảy năm. Cô ngay lập tức tham gia dàn diễn viên của công ty ba lê của Nhà hát Teresa Carreño, vở ballet quốc gia của Venezuela, dưới sự chỉ đạo nghệ thuật của Vicente Nebrada.
Đồng thời cô đã phát triển sự nghiệp của mình như một nữ diễn viên ballet, cô ấy đã nghiên cứu môn giao tiếp xã hội tại Đại học Trung ương Venezuela, tốt nghiệp cum laude. Cô làm phóng viên cho tờ báo El Nacional và tạp chí Todo en Domingo, cũng như một người dẫn chương trình phát thanh cho đài Unión Radio.
Sau đó cô chuyển đến Madrid, và sau đó đến Luân Đôn, nơi cô học múa đương đại, sân khấu và tiếng Anh.
Năm 2008, Maturén đã tham gia quản lý sản xuất khi thành lập Ciclorama Producciones Escénicas, một công ty chuyên sản xuất các sự kiện khiêu vũ, sân khấu và điện ảnh ở Venezuela và nước ngoài. Với công ty này, cô đã tham gia Festival Viva Nebrada vào năm 2008, 2010 và 2013.
Maturén là nhà sản xuất điều hành của bộ phim tài liệu Dudamel: El sonido de los niños, đạo diễn Alberto Arvelo, và Don Armando, Jonathan Reverón.
Năm 2012, cô tham gia lĩnh vực diễn xuất, sau khi nhận được lời mời từ đạo diễn Venezuela Fina Torres để tham gia bộ phim Liz vào tháng 9, nơi cô biểu diễn cùng với Patricia Velásquez, Elba Escobar, Mimí Lazo, Sheila Monterola và Arlette Torres.